# دورة تونس المفتوحة للتنس
دورة تونس المفتوحة للتنس (بالإنجليزية: Tunis Open)‏ هي بطولة لكرة المضرب (تنس) تنتمي لدورات تشالنجر التابعة لرابطة محترفي التنس (ATP). يتم تنظيمها في نادي تونس للتنس.

أولى الدورات تم تنظيمها في سنتي 1982 و1984، وذلك قبل أن يتم إلغاؤها. تم استعادة الدورة سنة 2005.

في 2013، قيمة جوائز الدورة 000 125 دولار أمريكي، ويقدم 125 نقطة ATP و000 18 دولار للفائز، و75 نقطة و600 10 دولار للوصيف المتحصل على المرتبة الثانية في النهائي.

دورة 2011 تم إلغاؤها وذلك بسبب الظروف الأمنية التي صاحبت الثورة التونسية، وكذلك تم إلغاء دورة 2015 بسبب المخاوف التي تبعت هجوم متحف باردو.

## الدورات

### فردي
| التاريخ       | الفائز                           | المركز الثاني                    | النتيجة                           |
| ------------- | -------------------------------- | -------------------------------- | --------------------------------- |
| 7 مارس 1983   | هنريك سندستروم                   | تييري تولاسن                     | 3-6, 4-6, 2-6                     |
| 26 مارس 1984  | هنريك سندستروم (2)               | تييري تولاسن                     | 1-6, 4-6                          |
| 1985 - 2004   | تم إلغاء كل الدورات لمدة 20 عاما | تم إلغاء كل الدورات لمدة 20 عاما | تم إلغاء كل الدورات لمدة 20 عاما  |
| 25 أبريل 2005 | غاييل مونفيس                     | فابريس سانتورو                   | 5-7, 6-3, {\displaystyle 6^{9}-7} |
| 1 مايو 2006   | الأمين وهاب                      | يونس العيناوي                    | وحيدين                            |
| 30 أبريل 2007 | سيموني بوليلي                    | أندريه بافل                      | 6-4, {\displaystyle 6^{4}-7}, 6-2 |
| 28 أبريل 2008 | توماز بيلوتشي                    | دوشان فيميتش                     | 2-6, 4-6                          |
| 27 أبريل 2009 | غاستون غاوديو                    | فريدريكو جيل                     | 2-6, 6-1, 3-6                     |
| 26 أبريل 2010 | خوسيه أكاسوسو                    | دانييل براندز                    | 3-6, 4-6                          |
| 2011          | ألغيت الدورة                     | ألغيت الدورة                     | ألغيت الدورة                      |
| 30 أبريل 2012 | روبن راميريز هيدالجو             | جيريمي شاردي                     | 1-6, 4-6                          |
| 29 أبريل 2013 | أدريان أونغور                    | دييغو شفارتزمان                  | 6-4, 0-6, 2-6                     |
| 28 أبريل 2014 | سيموني بوليلي (2)                | جوليان رايستر                    | 4-6, 2-6                          |
| 2015          | ألغيت الدورة                     | ألغيت الدورة                     | ألغيت الدورة                      |

### زوجي
| التاريخ       | الفائز                                  | المركز الثاني                    | النتيجة                              |
| ------------- | --------------------------------------- | -------------------------------- | ------------------------------------ |
| 7 مارس 1983   | بير هيرتكويست جيل موريتون               | بيتر هيرمان دامير كيريتيش        | 4-6, 3-6                             |
| 26 مارس 1984  | إرني فيرنانديز مايكل مورتنسن            | بيتر إلتر أندرياس مورير          | 3-6, 4-6                             |
| 1985 - 2004   | تم إلغاء كل الدورات لمدة 20 عاما        | تم إلغاء كل الدورات لمدة 20 عاما | تم إلغاء كل الدورات لمدة 20 عاما     |
| 25 أبريل 2005 | توماس بيرند روبرت لندستدت               | ماركو شيودينيلي جان كلود شيرر    | 6-3, 1-6, 3-6                        |
| 1 مايو 2006   | دانييل خيمنو ترافير إيفان نافارو باستور | بارت بيكس مارتن فان هاستيرين     | 2-6, 5-7                             |
| 30 أبريل 2007 | لوكاس كوبوت أوليفر ماراش                | مارك فورنيل ماستر الأمين وهاب    | 2-6, 2-6                             |
| 28 أبريل 2008 | توماز بيلوتشي برونو سواريز              | جان كلود شيرر نيكولاس تورت       | 3-6, 4-6                             |
| 27 أبريل 2009 | براين دابيول ليوناردو ماير              | وهان برونستروم جان جوليان روجر   | 4-6, {\displaystyle 6^{6}-7}         |
| 26 أبريل 2010 | جيف كوتزي كريستوف فليجن                 | جيمس سيريتاني عادل شمس الدين     | {\displaystyle 6^{3}-7}, 3-6         |
| 2011          | ألغيت الدورة                            | ألغيت الدورة                     | ألغيت الدورة                         |
| 30 أبريل 2012 | يرجي يانوفيتز يورغن زوب                 | نيكولاس مونرو سيمون ستادلر       | 6-7, 3-6                             |
| 29 أبريل 2013 | دومينيك مفرت فيليب أوزوالد              | جيمي دلغادو أندرياس سيليجيستروم  | 6-3, {\displaystyle 6^{0}-7}, [7-10] |
| 28 أبريل 2014 | بيار هوغو هربرت عادل شمس الدين          | ستيفان فرانسين جيسي هوتا غالونغ  | {\displaystyle 6^{5}-7}, 3-6         |
| 2015          | ألغيت الدورة                            | ألغيت الدورة                     | ألغيت الدورة                         |

## مقالات ذات صلة
- الجامعة التونسية لكرة المضرب
- رابطة محترفي التنس

## روابط خارجية
- الموقع الرسمي لنادي تونس للتنس.
- الموقع الرسمي للجامعة التونسية للتنس.